# Vandløs (Flensborg)
Vandløs (dansk) eller Wasserloos (tysk) var en lille bebyggelse i det nordlige Tyskland, beliggende på en højde nordøst for Engelsby, hvor vejen mellem Flensborg og Lyksborg krydsedes af vejen mellem Tved og Tvedskov. Vandløs nævntes første gang i Flensborgs jordebog fra 1635. Stednavnet henviser til, at der fandtes hverken brønd eller vandpumpe. Drikkevandet blev hentet fra et kobbel lidt uden for landsbyen. Navnet blev senere på nedertysk til Wåterlock, altså vandhul. I 1840 fandtes der fem husmandssteder (kåd). Af kådnerbyen er der nu intet tilbage.
I 1910 blev Vandløs (som del af Tved Kommune) indlemmet i Flensborg. I dag udgør Vandløs et statistisk distrikt i bydelen Mørvig. Distriktet er delt af Nordvejen (B 199) og har en blandet bebyggelse med både etageboliger og parcelhuse. Mod syd grænser distriktet op til Fruerlund og Engelsby.